# Endogonopsis sacramentarium
Endogonopsis sacramentarium — вид грибів, що належить до монотипового роду  Endogonopsis.